# Aechmea alba
Aechmea alba är en gräsväxtart som beskrevs av Carl Christian Mez. Aechmea alba ingår i släktet Aechmea och familjen Bromeliaceae. Inga underarter finns listade i Catalogue of Life.